# Алатирєв Василь Іванович
Ала́тирєв Василь Іванович (* 1 серпня 1908, село Покровський Урустамак — 1 листопада 1984, місто Іжевськ) — мовознавець, спеціаліст з удмуртської та фіно-угорських мов, кандидат філологічних наук (1937), доцент (1938).
Народився в селі Покровський Урустамак Бавлинського району Татарстана. Закінчив Ленінградський державний педагогічний інститут в 1934 році. Працював старшим науковим співробітником Ленінградського відділення Інституту мови та мислення АН СРСР в 1936—1937 роках, завідувач кафедри російської мови Карело-Фінського інституту в 1937—1941 та 1944—1950 роках, Удмуртського державного педагогічного університету в 1941—1944 та 1950—1955 роках, старший науковий співробітник, завідувач сектором удмуртської мови Удмуртського НДІ в 1955—1980 роках.
Захистив кандидатську дисертацію на тему «Прикметникові складні слова в удмуртській мові» в 1937 році, яка поклала початок розробці теоретичних питань удмуртської мови. В системі дієслів удмуртської мови знайшов та описав категорії грайливості, фіктивності, маломірності дії. Вперше висловив думку про існування в минулому словотвірних засобів — чергування голосних в корені слова, по-новому розкласифікував видові пари дієслів.
Автор більш як 160 наукових робіт, присвячених питанням граматики, словотворення та етимології слів удмуртської мови, етногенезу удмуртів та карелів. Заслужений діяч науки Удмуртської АРСР (1975), почесний член Фіно-угорського товариства Фінської АН (1968).

## Твори
- Вопросы удмуртского языкознания. Вып.1. Ижевск, 1959;
- Вопросы удмуртского языкознания. Вып.4. Ижевск, 1976;
- Образование, значение и история имён с формой «-эс». Ижевск, 1962;
- Выделительно-указательная категория в удмуртском языке. Ижевск, 1970;
- Этимологический словарь удмуртского языка: А-Б. Ижевск, 1988.